# هاوردن
هاوردن (به انگلیسی: Hawarden) یک منطقهٔ مسکونی در بریتانیا است که در فلینتشر واقع شده‌است. هاوردن ۱٬۸۸۷ نفر جمعیت دارد.